# الدوري الوطني لكرة القدم للسيدات 2013
الدوري الوطني لكرة القدم للسيدات 2013 (بالإنجليزية: 2013 National Women's Soccer League season)‏ هو الموسم 1 من الدوري الوطني لكرة القدم للسيدات. أقيم خلال الفترة 13 أبريل 2013 وحتى 31 أغسطس 2013، وأشرف على تنظيمه اتحاد الولايات المتحدة لكرة القدم، وكان عدد الأندية المشاركة فيه 8، وفاز فيه بورتلاند ثورنز.